# Giovanni Sanna
Giovanni Sanna detto Vanni (Alghero, 23 giugno 1931 – 6 luglio 2001) è stato un calciatore, allenatore di calcio e dirigente sportivo italiano, di ruolo centrocampista.
A lui è dedicato lo Stadio Comunale di Sassari.

## Carriera

### Giocatore
Crebbe nell'Alghero, per poi passare nel 1950 alla Torres per la cifra di 250 000 lire.
A partire dal 1953 ha giocato per sei stagioni consecutive in Serie B con il Cagliari, per un totale di 91 presenze e 12 reti nella serie cadetta; è passato poi al Novara, con cui ha giocato nuovamente in B nel 1960-1961 e nel 1961-1962 ed in C nelle quattro stagioni successive.

### Allenatore
Ha allenato l'Ozierese, l'Alghero, la Nuorese, il Tempio ed in più occasioni la Torres.

## Palmarès

### Giocatore

#### Competizioni regionali
- Prima Divisione: 1

Torres: 1950-1951

#### Competizioni nazionali
- Serie C: 1

Novara: 1964-1965

### Allenatore

#### Competizioni nazionali
- Serie D: 1

Torres: 1980-1981
- Campionato Nazionale Dilettanti: 1

Tempio: 1986-1987
- Coppa Italia Dilettanti (Fase Interregionale): 1

Torres: 1991-1992